# Сабаркантха
Сабаркантха (гудж. સાબરકાંઠા જિલ્લો; англ. Sabarkantha) — округ в индийском штате Гуджарат. Административный центр — город Химматнагар. Площадь округа — 7390 км². По данным всеиндийской переписи 2001 года население округа составляло 2 082 531 человек. Уровень грамотности взрослого населения составлял 66,65 %, что выше среднеиндийского уровня (59,5 %). Доля городского населения составляла 10,81 %.